# Lingua bielorussa
La lingua bielorussa o bielorusso (nome nativo: беларуская мова - biełaruskaja mova, [bʲe̞laˈruskaja ˈmɔva]) è una lingua slava orientale parlata in Bielorussia e nelle zone limitrofe. Il nome è composto dall'aggettivo ruskaja (in cirillico руская) = "rutena", e dal prefisso bieła- (in cirillico бела) = "bianca".

## Distribuzione geografica
Secondo Ethnologue, il bielorusso è parlato complessivamente da quasi 8 milioni di persone, la maggior parte delle quali vive in Bielorussia, dove nel 2001 si contavano 6,72 milioni di locutori. Fuori dalla Bielorussia le comunità linguistiche più numerose si trovano in Ucraina (276 000 locutori nel censimento del 2001) e in Polonia (220 000 nel 2001). La lingua è attestata anche in altri Stati ex-sovietici.

### Lingua ufficiale
Il bielorusso è lingua ufficiale in Bielorussia.

## Classificazione
La lingua bielorussa appartiene al sottogruppo orientale delle lingue slave assieme al russo e all'ucraino.

## Fonologia
Le caratteristiche fonetiche più importanti del bielorusso sono:
- akannje (аканне): tendenza a pronunciare la "o" e la "e" atone come [ʌ];
- dzekanne (дзеканне): pronuncia della "d" palatalizzata come [ʣʲ];
- cekanne (цеканне): pronuncia della "t" palatalizzata come [ʦʲ].

### Alcuni suoni bielorussi in IPA
| Traslitterazione | Lettera cirillica | Alfabeto fonetico internazionale | Definizione IPA                   | Pronuncia approssimata | Esempio                      |
| ---------------- | ----------------- | -------------------------------- | --------------------------------- | ---------------------- | ---------------------------- |
| r(')             | р(ь)              | [r(ʲ)]                           | alveolare polivibrante            | arena                  | krok (крок) – passo          |
| s(')             | с(ь)              | [s(ʲ)]                           | fricativa alveolopalatale sorda   | simile a sci           | s'njeh (сьнег) – neve        |
| z(')             | з(ь)              | [z(ʲ)]                           | fricativa alveolopalatale sonora  | simile a gigolot (fr.) | z'mjena (зьмена) – cambiare  |
| dz(')            | дз(ь)             | [ʣ(ʲ)]                           | affricata alveolo-palatale sonora | simile a adieu (fr.)   | dz'muc' (дзьмуць) – soffiare |
| c(')             | ц(ь)              | [ʦ(ʲ)]                           | affricata alveolo-palatale sorda  | simile a Mathieu (fr.) | c'vik (цьвік) – chiodo       |
| dž               | дж                | [ʤ]                              | affricata postalveolare sonora    | giara                  | uradžaj (ураджай) – raccolto |
| ž                | ж                 | [ʒ]                              | fricativa postalveolare sonora    | garage (fr.)           | žach (жах) - orrore          |
| č                | ч                 | [ʧ]                              | affricata postalveolare sorda     | ciocco                 | čas (час) – tempo            |
| n(')             | н(ь)              | [nʲ]                             | nasale palatale                   | simile a gnomo         | kon' (конь) – cavallo        |
| ch               | х                 | [x]                              | fricativa velare sorda            | Bach (ted.)            | chor (хор) – coro            |
| ŭ                | ў                 | [w]                              | semivocale labiovelare            | uomo                   | daŭ (даў) – dare             |

## Grammatica

### Sostantivi
Ci sono sei casi:
- nominativo (назоўны, nazowny);
- genitivo (родны, rodny);
- dativo (давальны, davaľny);
- accusativo (вінавальны, vinavaľny);
- strumentale (творны, tvorny);
- locativo (месны, mesny).

Per i sostantivi esistono le seguenti declinazioni:
- temi in i – femminili che terminano in consonante dura, consonante molle o ў (печ "stufa", косьць "osso", кроў "sangue");
- temi in a – perlopiù femminili (divisi in quattro sottogruppi: temi duri, temi in velare, temi molli e temi induriti);
- temi in o – maschili (divisi in due sottogruppi: temi duri e temi molli) e neutri (вясло "remo", мора "mare");
- temi in consonante – perlopiù neutri (ягня "agnello", бярэмя "fardello", семя "seme").

I sostantivi irregolari (вока "occhio", вуха "orecchio") subiscono mutamenti specifici nel corso della declinazione.

### Pronomi
In bielorusso ci sono otto tipi di pronomi:
- possessivi (прыналежныя): мой (il mio/a/ei/e); твой (il tuo/a/oi/e); яго, ягоны (il suo di lui); яе, ейны (il suo di lei); наш (il nostro/a/i/e); ваш (il vostro/a/i/e); іх, іхны (il loro), свой (il proprio);
- personali (асабовыя): я (io), ты (tu), ён (egli), яна (ella), яно (esso), мы (noi), вы (voi), яны (essi);
- negativi (адмоўныя): ніхто (nessuno), нішто (niente), нічый (di nessuno), ніякі (di nessun tipo), ніводзін, ніводны (nessuno);
- determinativi (азначальныя): сам, самы ((sé) stesso); увесь, уся, усё (tutto); усе (tutti); усякі, усялякі (ogni); кожны (ciascuno); іншы (altro);
- indefiniti (няпэўныя): нехта (qualcuno); нешта (qualcosa); нейкі (qualche); нечы (di qualcuno); некаторы (alcuni); некалькі (un po' di); хтось, хтосьці (qualcuno); штось, штосьці (qualcosa); чыйсьці (di qualcuno); якісьці, які-кольвек (qualche); хто-небудзь, хто-кольвек (qualcuno); што-небудзь, што-кольвек (qualcosa); чый-небудзь (di qualcuno); абы-што (qualcosa); абы-чый (di qualcuno).
- interrogativi (пытальныя): хто (chi? / il quale), што (che cosa? / la qual cosa), які (cosa?), каторы (il quale), чый (del quale), колькі (quanto);
- dimostrativi (указальныя): той (quello); гэты (questo); гэны (questo/quello); такі (tale); гэткі, гэтакі (tale); столькі, гэтулькі (quello);
- riflessivi (зваротны): сябе (sé).

## Sistema di scrittura
Il principale sistema di scrittura del bielorusso è l'alfabeto cirillico locale (che si distingue per la presenza della lettera Ў), ufficiale in Bielorussia; tra gli altri sistemi di scrittura, si usa spesso la łacinka, una variante autoctona dell'alfabeto latino con forti influenze polacco-lituane (qui l'originale lettera Ў è traslitterata Ŭ).
Come curiosità storico-linguistica, può essere menzionato l'uso in passato, da parte di qualche comunità tartara risalente ai tempi delle invasioni mongolo-tartare, di una versione dell'alfabeto arabo nota come alfabeto arabo bielorusso.
Si possono trovare più informazioni sugli alfabeti bielorussi qui Archiviato il 1º febbraio 2021 in Internet Archive. Era la lingua principale del Granducato di Lituania.

### Ortografia classica
La prima variante dell'ortografia del bielorusso moderno fu elaborata da Branislaŭ Taraškievič all'inizio del XX secolo, ma fu nel 1933 sostituita dall'attuale versione fortemente influenzata dal russo. La standardizzazione di Taraškievič sopravvive ancora oggi, tra intellettuali e membri della diaspora, con il nome di ortografia classica o (informalmente ma più comunemente) taraškievica.

### Alfabeto cirillico bielorusso
| Lettere maiuscole | Lettere maiuscole | Lettere maiuscole | Lettere maiuscole | Lettere maiuscole | Lettere maiuscole | Lettere maiuscole | Lettere maiuscole | Lettere maiuscole | Lettere maiuscole | Lettere maiuscole | Lettere maiuscole | Lettere maiuscole |
| --- | ----------------- | ----------------- | ----------------- | ----------------- | ----------------- | ----------------- | ----------------- | ----------------- | ----------------- | ----------------- | ----------------- | ----------------- |
| А · Б · В · Г · Д (ДЖ · ДЗ) · Е · Ё · Ж · З · І · Й · К · Л · М · Н · О · П · Р · С · Т · У · Ў · Ф · Х · Ц · Ч · Ш · Ы · Ь · Э · Ю · Я |                   |                   |                   |                   |                   |                   |                   |                   |                   |                   |                   |                   |
| Lettere minuscole |                   |                   |                   |                   |                   |                   |                   |                   |                   |                   |                   |                   |
| а · б · в · г · д (дж · дз) · е · ё · ж · з · і · й · к · л · м · н · о · п · р · с · т · у · ў · ф · х · ц · ч · ш · ы · ь · э · ю · я |                   |                   |                   |                   |                   |                   |                   |                   |                   |                   |                   |                   |

Inoltre si usa l'apostrofo tra una consonante e la seguente vocale debole (iotizzata) (е, ё, ю, я) per indicare che la consonante precedente non viene palatalizzata e che la vocale viene pronunciata allo stesso modo che in inizio di parola. Nella łacinka questa funzione viene svolta dalla lettera 'j'. Si compari: "Сям'я" vs "Siamja" (Da notare: due modi differenti di esprimere la lettera 'я').
Prima del 1933, oltre alla "Г, г", l'alfabeto cirillico bielorusso possedeva la lettera "Ґ, ґ". Alcuni studiosi bielorussi sostengono l'opinione di restaurare l'uso della lettera, ma la questione non è ancora stata affrontata ufficialmente in Bielorussia.

### Alfabeto latino bielorusso
Aa Bb Cc Ćć Čč Dd (DŽdž DZdz) Ee Ff Gg Hh Ii Jj Kk Ll Łł Mm Nn Ńń Oo Pp Rr Ss Śś Šš Tt Uu Ŭŭ Vv Yy Zz Źź Žž

### Traslitterazione
Nel 2000 sono state fissate in Bielorussia le regole di traslitterazione nell'alfabeto latino.
Peculiarità principali:
- Г/г → H/h;
- Х/х → Ch/ch;
- Е е, Ё ё, Ю ю, Я я vengono traslitterati a seconda dei due casi (questa regola elimina la necessità di usare l'apostrofo):
  - dopo consonante: ie, io, iu, ia (crea palatalizzazione);
  - in tutti gli altri casi (a inizio parola, dopo vocale e dopo ь): Je je, Jo jo, Ju ju, Ja ja.
- Ўў → Ŭ/ŭ)
- Ч/ч → Č/č;
- Ш/ш → Š/š;
- Ж/ж → Ž/ž;
- ь → ';
- Ы/ы → Y/y;
- Э/э → E/e.

Questa traslitterazione si avvicina all'alfabeto łacinka ma differisce abbastanza da esso. Si compari: Магілёў (cirillico), Mahilëŭ (traslitterazione scientifica), Mahiloŭ (łacinka), Mahilioŭ (traslitterazione ufficiale).

## Esempi
Alcuni esempi:
- вітаю (vitaju) – ciao
- як (jak) – come
- як маешся (jak maješsja?)[3] – come va?
- добры дзень (dobry dzjeń) – buon giorno
- дабранач (dabranač) – buona notte
- дзякуй (dzjakuj) – grazie
- калі ласка (kali łaska) – per favore, prego
- спадар / спадарыня (spadar / spadarynja) – signore / signora
- добра (dobra) – bene
- кепска / дрэнна (kjepska / drenna) – male
- выдатна (vydatna) – eccellente
- цудоўна (cudoŭna) – meravigliosamente
- дзе (dzje) – dove?
- адкуль (adkul') – da dove?
- чаму (čamu) – perché?
- разумею (razumjeju) – capisco
- нічога не разумею (ničoha nje razumjeju) – non capisco niente

Mesi dell'anno
| italiano  | bielorusso | translitterato |
| --------- | ---------- | -------------- |
| gennaio   | студзень   | studzjen'      |
| febbraio  | люты       | ljuty          |
| marzo     | сакавік    | sakavik        |
| aprile    | красавік   | krasavik       |
| maggio    | травень    | travjen'       |
| giugno    | чэрвень    | červjen'       |
| luglio    | ліпень     | lipjen'        |
| agosto    | жнівень    | žnivjen'       |
| settembre | верасень   | vjerasjen'     |
| ottobre   | кастрычнік | kastryčnik     |
| novembre  | лістапад   | listapad       |
| dicembre  | снежань    | snježan'       |